# Iajuddin Ahmed

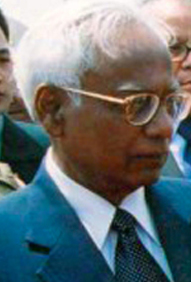
Iajuddin Ahmed

Iajuddin Ahmed (bengalisch ইয়াজউদ্দীন আহমেদ Iyājuddīn Āhmed; * 1. Februar 1931 in Bikrampur; † 10. Dezember 2012 in Bangkok) war ein bangladeschischer Politiker und von 2002 bis 2009 Staatsoberhaupt seines Landes. Er war der Sohn Moulvi Ibrahims.

## Leben
Nach dem Studium der Bodenkunde an der University of Dhaka promovierte Ahmed 1962 in den USA. Nach dem Studium an der University of Wisconsin–Madison ging er zurück nach Bangladesch und wurde 1973 Professor und Leiter der Abteilung Bodenkunde an der Universität Dhaka. Zudem war Ahmed Dekan der Fakultät für biologische Wissenschaften in der Hauptstadt. Später nahm Ahmed auch Gastprofessuren in Deutschland und den USA wahr und hatte zuletzt das Amt des Vizekanzlers der privaten Bangladesch-Universität inne.
Am 6. September 2002 wurde er als Nachfolger Badruddoza Chowdhurys zum 17. Präsidenten von Bangladesch vereidigt.
Im Verlauf des 11. Januar 2007 verhängte Ahmed nach schweren Unruhen vor der Durchführung der am 22. Januar geplanten umstrittenen Parlamentswahl den Ausnahmezustand über sein Land. Er beabsichtigte damit „freie und faire“ Wahlen zu gewährleisten. Außerdem trat er von seinem Amt als Chef der Übergangsregierung zurück, um es seinem Berater Fazlul Haque zu übertragen. Die Unruhen entzündeten sich aufgrund von Vorwürfen der Fälschung von Wahllisten durch die oppositionelle Awami-Liga, die der Regierung vorwarf 14 Millionen „Phantomwähler“ erfunden zu haben. Die Europäische Union und die UNO zogen daraufhin ihre Wahlbeobachter aus Bangladesch ab und erklärten sich besorgt über die Zukunftsaussichten der dortigen Demokratie.
Auch nach dem verfassungsgemäßen Ablauf seiner Amtszeit am 5. September 2007 blieb Iajuddin Ahmed im Präsidentenamt. Bei den Präsidentschaftswahlen am 11. Februar 2009 wurde der als einziger Kandidat angetretene Zillur Rahman von der Wahlkommission zum Präsidenten proklamiert und am folgenden Tag vereidigt.

## Einzelbelege
1. ↑  President, PM condole death of Iajuddin
2. ↑  www.tagesschau.de (tagesschau.de-Archiv)
3. ↑  The Daily Star (Dhaka)
4. ↑  Archivlink (Memento vom 23. September 2015 im Internet Archive)

| Personendaten    | Personendaten                                              |
| ---------------- | ---------------------------------------------------------- |
| NAME             | Ahmed, Iajuddin                                            |
| KURZBESCHREIBUNG | bangladeschischer Politiker und ehemaliges Staatsoberhaupt |
| GEBURTSDATUM     | 1. Februar 1931                                            |
| GEBURTSORT       | Bikrampur                                                  |
| STERBEDATUM      | 10. Dezember 2012                                          |
| STERBEORT        | Bangkok                                                    |